# قطعنامه ۱۷۶۸ شورای امنیت
قطعنامه ۱۷۶۸ شورای امنیت سازمان ملل متحد که در تاریخ ۳۱ ژوئیه ۲۰۰۷ تصویب شد، سندی بین‌المللی دربارهٔ اوضاع در مورد جمهوری دموکراتیک کنگو است. این قطعنامه طی نشست ۵۷۲۶ام با ۱۵ رای موافق، ۰ مخالف و ۰ ممتنع تصویب شد.